# Křivouš kořenující
Křivouš kořenující (Campsis radicans), nazývaný též trubač kořenující nebo trubač popínavý, je druh rostliny z čeledi trubačovité.

## Popis
Křivouš kořenující je dřevnatá liána dorůstající výšky až 10 metrů. Listy jsou vstřícné, lichozpeřené. Lístky jsou vejčitě zašpičatělé a až 10 cm dlouhé. Květy jsou oranžovočervené, trubkovité. Plody jsou kožovité tobolky.

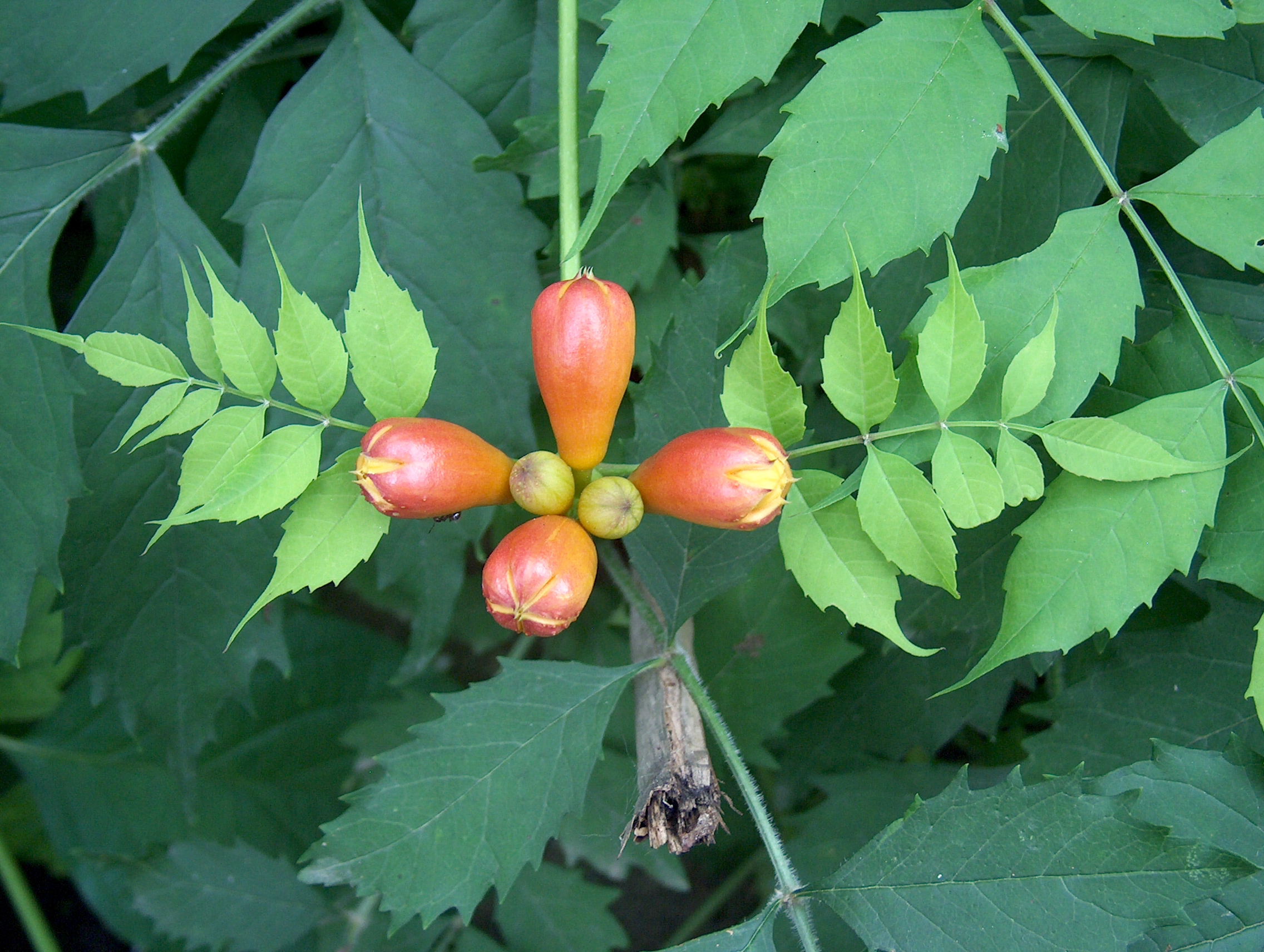
Poupata a rozvíjející se listy
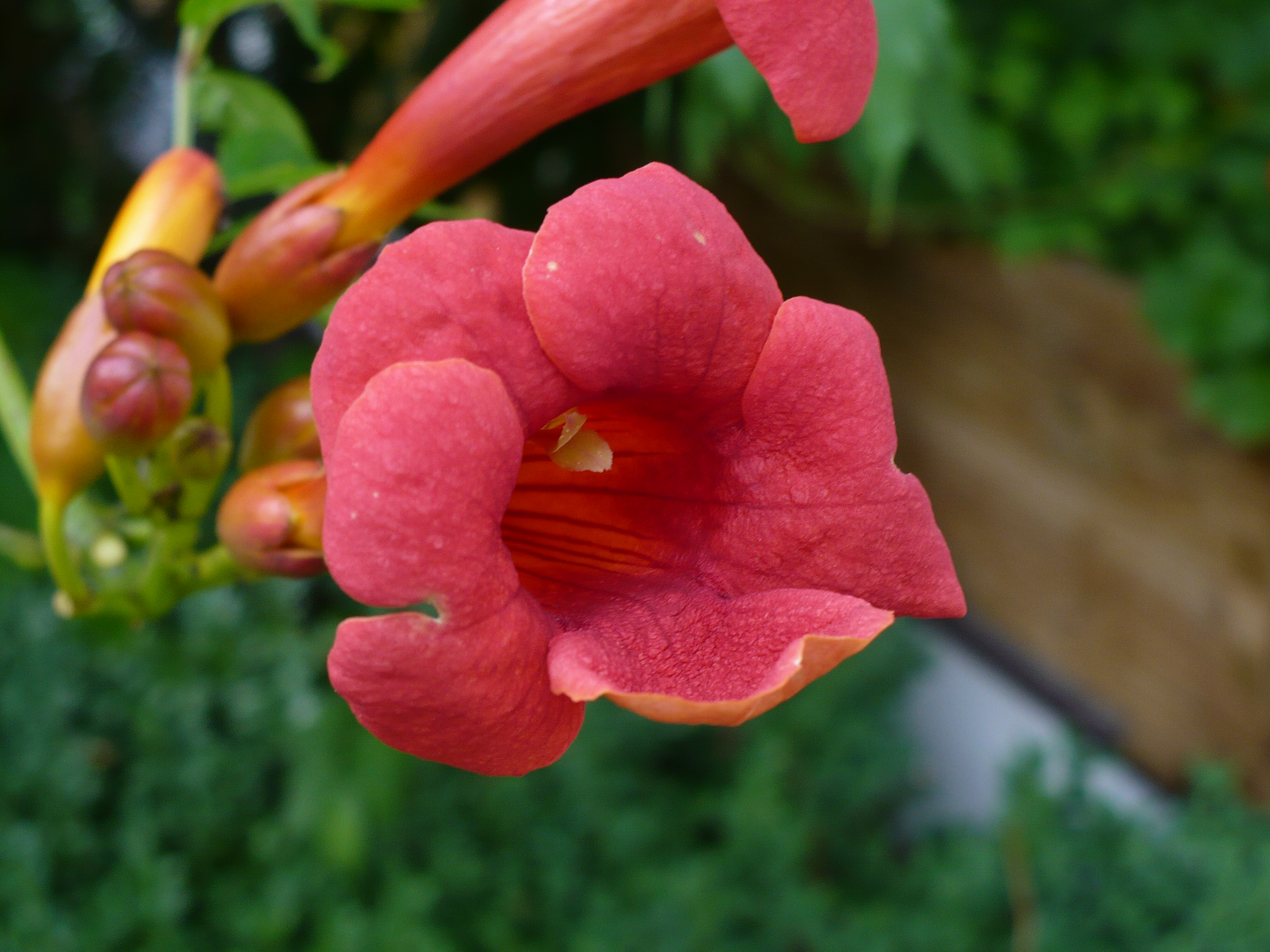
Trubkovité květy křivouše kořenujícího
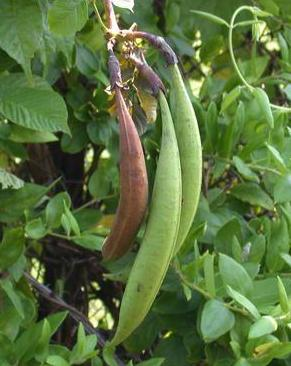
Podlouhlé tobolky

## Rozšíření
Křivouš kořenující pochází ze Severní Ameriky. Pěstuje se jako okrasná rostlina.

## Ekologie
Některé kultivary snesou teploty až -34 °C.
Je jedovatý pro savce.

## Kultivary
Kultivar 'Flava' má žluté květy.